# Myles Powell
Myles Powell, född 24 juli 1994, är en kanadensisk professionell ishockeyspelare som spelar för IK Oskarshamn i SHL.